# 봄바디어 리어젯 40

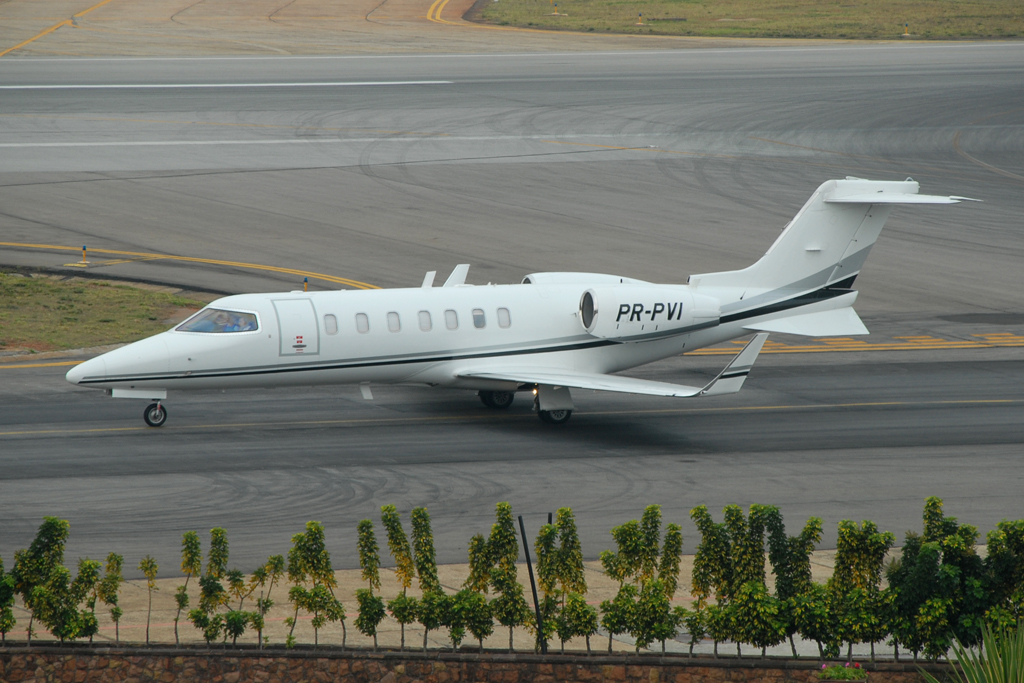

봄바디어 리어젯 40(Bombardier Learjet 40)은 캐나다의 봄바디어사가 개발한 2~7인승 소형 비즈니스 제트기로 현재 유용하게 사용되고 있다. 엔진은 추력이 강한 터보팬이며, 속도도 엄청 빠르다. 자가용 비행기 중에서 가장 많이 사용되는 항공기 중 하나로, 이클립스 500과 거의 유사한 형태이다.